# Parmezan

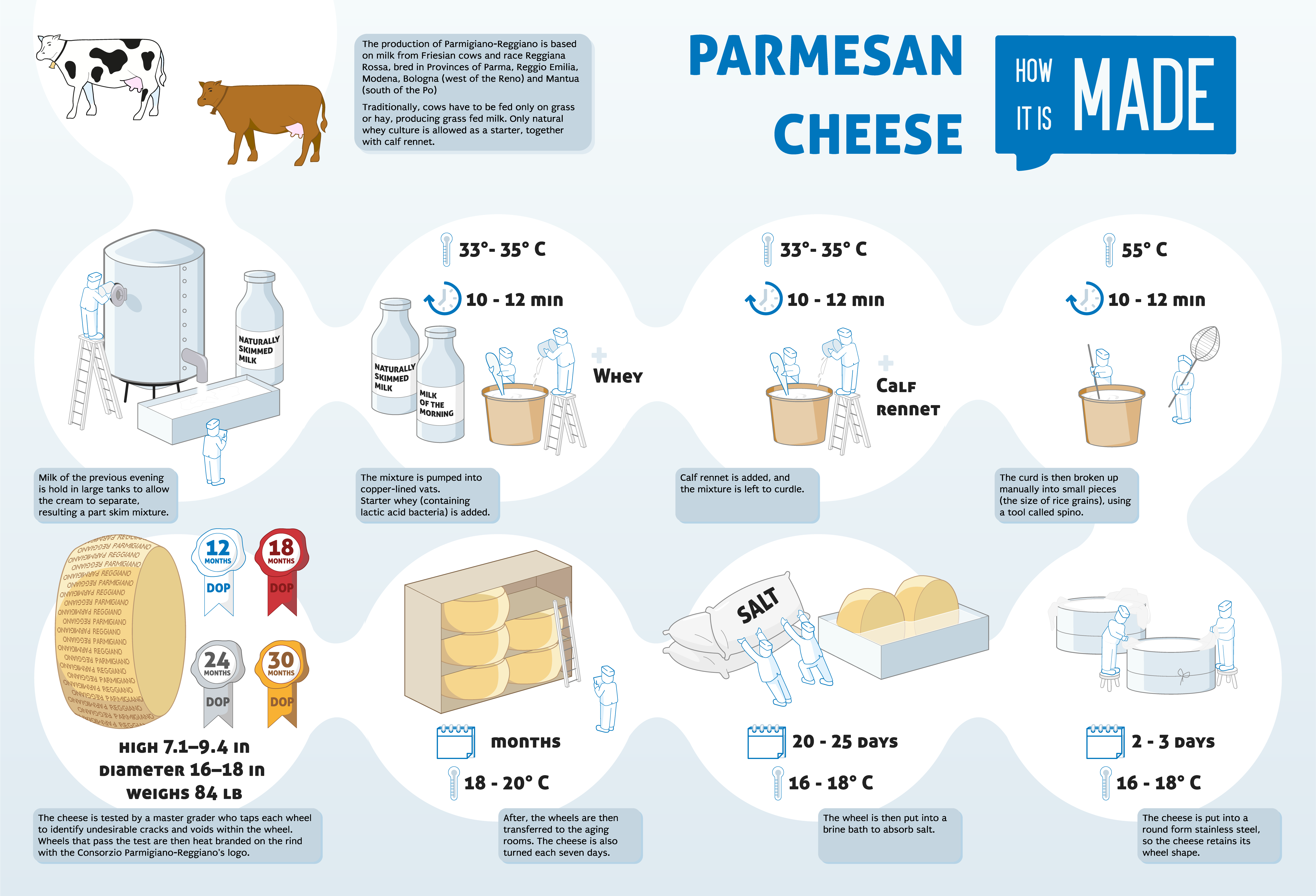
Proces produkcji parmezanu

Parmezan (wł. Parmigiano Reggiano) – ser twardy typu podpuszczkowego, wytwarzany z krowiego mleka, leżakujący w solance. 

## Historia i produkcja
Pochodzi z północnych Włoch, z regionu Emilia-Romania. Produkowany w: Parmie, Reggio nell’Emilia i okolicach. Po raz pierwszy wyprodukowali go zakonnicy benedyktyńscy i cystersi (XI-XIII wiek).
Obecnie ser produkują głównie niewielkie spółdzielnie zrzeszające drobnych producentów. Pozyskiwaniem mleka do wyrobu sera zajmuje się około 5000 gospodarstw utrzymujących około 250.000 krów, których mleko jest dostarczane do około 460 serowarni. Markowy ser produkowany jest wyłącznie na bazie mleka krów rasy reggiana. W związku z tym na płaskiej powierzchni kręgu sera umieszczany jest jeden z dwóch napisów (znaków):
- Vacche rosse, razza Reggiana, należący do Golden Grain i przyjęty przez konsorcjum Consorzio Valorizzazione Prodotti Antica Razza Reggiana (CVPARR), mający za zadanie promowanie rasy reggiana (ser tego typu produkuje tylko jedna mleczarnia od 1991),
- Razza Reggiana, należący do Associazione Nazionale Allevatori Bovini di Razza Reggiana (mogą go stosować wszystkie mleczarnie, które zastosują się do przepisów stowarzyszenia)[2].

W żywieniu krów rasy reggiana panują surowe rygory. Stosowane są wyłącznie zielonki z naturalnych łąk o ściśle określonym składzie botanicznym, ewentualnie z udziałem koniczyny i lucerny, zielonki ze zbóż, groszku siewnego, bobiku i wyki, siano suszone naturalnie lub wymuszonym powietrzem. Zakazane jest karmienie kiszonkami, wysłodkami buraczanymi, burakami cukrowymi i innymi, rzepakiem, warzywami i owocami.
Parmezan jest jednym z najbardziej znanych na świecie włoskich serów. Nadaje się do konsumpcji w zestawie serów, a także utarty jako dodatek smakowy i dekoracyjny do różnych dań (pizza, zapiekanka, spaghetti, zupa cebulowa, sos Mornay).

## Wartość odżywcza
Ser ten zawiera bardzo duże ilości sodu, wapnia, fosforu, cynku i jodu. Spośród witamin posiada sporo witaminy A, 0,235 mg retinolu i 0,107 mg β-karotenu (w 100 g). Kwasy tłuszczowe najobficiej reprezentowane są przez nasycone kwasy tłuszczowe (20,65 g na 100 g), w tym: 9,26 g  kwasu palmitynowego, 3,26 g kwasu mirystynowego i 3,63 g kwasu stearynowego. Zawiera 6,87 g kwasu oleinowego. 
| Aminokwasy (w 100 g) |
| --- |
| - izoleucyna 2010 mg - leucyna 3675 mg - lizyna 3493 mg - metionina 1010 mg - cystyna 246 mg - fenyloalanina 2010 mg - tyrozyna 2128 mg - treonina 1420 mg - tryptofan 519 mg - walina 2602 mg - arginina 1420 mg - histydyna 1482 mg - alanina 1128 mg - kwas asparaginowy 2365 mg - kwas glutaminowy 8706 mg - glicyna 655 mg - prolina 4440 mg - seryna 2192 mg |